# Klaus Berggreen
Klaus Berggreen (Virum, 1958. február 3. –) dán válogatott labdarúgó.

## Pályafutása

### Klubcsapatban
Pályafutását Lyngby csapatában kezdte 6 évesen, a felnőtteknél pedig 1975-ben mutatkozhatott be. Ebben az időben a másodosztályban szerepeltek. Több alkalommal is a legeredményesebb játékos tudott lenni. 1979-ben 15 góllal zárt, csapata pedig feljutott az első osztályba. 1982-ben Olaszországba igazolt az AC Pisa együtteséhez. Első szezonjában segített kiharcolni a bentmaradást a Serie A-ban, egy évvel később az 1983–84-es idényben azonban nem kerülték el a kiesést. Ennek ellenére maradt és 1985-ben visszajutottak az első osztályba. Az 1986–87-es szezont a Románál töltötte, mellyel a hetedik helyen végzett a bajnokságban. 1987-ben a Torinóhoz távozott, ahol szintén egy idényt töltött. 1989-ben hazatért Dániába a Lyngbyhez és itt is fejezte be a pályafutását 1990. márciusában. 

### A válogatottban
1978 és 1979 között a  dán U21-es válogatottban 7 mérkőzésen 1 alkalommal volt eredményes. 
1979 és 1988 között 46 alkalommal szerepelt a dán válogatottban és 5 gólt szerzett. Részt vett az 1984-es és az 1988-as Európa-bajnokságon, illetve az 1986-os világbajnokságon. 

## Sikerei, díjai
AC Pisa
- Serie B (1): 1984–85
- Közép-európai kupa (1): 1985–86

## Külső hivatkozások
- Klaus Berggreen adatlapja a National-Football-Teams.com oldalon (angolul)

- Klaus Berggreen (dán nyelven). dbu.dk, DBU
- Klaus Berggreen (angol nyelven). FootballDatabase.eu
- Klaus Berggreen (angol nyelven). eu-football.info